# QBZ-95
QBZ-95(중국어 간체자: 轻武器,步枪,自动, 1995 혹은 轻步枪族, 정체자: 輕武器,步槍,自動, 1995 혹은 輕步槍族, 병음: Qīngwǔqì,Bùqiāng,Zìdòng, 1995 혹은 Qīng Bùqiāng Zú) 혹은 95식 자동소총(중국어 간체자: 95式自动步枪, 정체자: 95式自動步槍, 병음: 95 Shì Zìdòng Bùqiāng)은 중화인민공화국의 북방공업(Norinco)에서 생산하는 불펍 방식의 돌격소총이다. 현재 중국인민해방군의 제식소총이며, 1997년 주(駐) 홍콩부대가 장비하여 처음 외부로 알려졌다.
QBZ-95계열은 중화인민공화국에서 독자적으로 개발한 5.8 × 42 mm DBP87 탄을 사용하지만, 수출용으로 개발된 QBZ-97 계열은 5.56 × 45 mm NATO 탄환을 사용하도록 개량된 버전으로 AR-15/M16 계열과 호환되는 STANAG 탄창을 사용한다.

## 대중 문화

### 게임
- 배틀그라운드, 배틀그라운드 모바일에서 5.56mm탄을 사용하는 돌격소총 QBZ로 등장한다.

## 같이 보기
- 불펍
- 돌격소총